# Стенио Жуниор
Вижте пояснителната страница за други личности с името Жуниор.
Стенио Маркош да Фонсека Салазар Жуниор (на португалски: Stênio Marcos da Fonseca Salazar Júnior) или просто Стенио Жуниор е бразилски футболист, нападател на Литекс (Ловеч). От лятото на 2013 г. играе под наем за македонския Пелистер.

## Състезателна кариера
Роден е на 10 юли 1991 г. във Форталеза, столицата на североизточния щат Сеара в Бразилия. Бивш състезател на Оризонте за когото записва през 2012 г. общо 29 срещи в шампионата Сеарензе и Сериа Д на Бразилия, в които отбелязва 7 гола.  В началото на януари 2013 г. преминава проби в Литекс (Ловеч) с който изкарва подготвителната подготовка в Солун и Анталия. Одобрен е от старши треньора Христо Стоичков и подписва договор с клуба.
Първият си гол за Литекс отбелязва в контролата с Ираклис Солун, играна на 23 януари 2013 г. на гръцка земя и завършила наравно 1:1.
В Литекс влиза предимно като резерва не успява да се наложи и в началото на сезон 2013-14 е пратен под наем в македонския Пелистер.